# Спенсер, Патрик
Патрик Спенсер (англ. Patrick Spencer, род. Антигуа и Барбуда) — антигуанский трековый велогонщик. Участник летних Олимпийских игр 1976 года.

## Карьера
В 1976 году был включён в состав сборной Антигуа и Барбуды для участия на летних Олимпийских играх в Монреале. На них выступил в спринте по итогам которого занял последнее 25-е место. В первом раунде вместе с Ли Барчевски (США) уступил Мишелю Вартену (Бельгия) и отправился в первый утешительный раунд.  В нём вместе с Владо Фумичем (Югославия) уступил Сяаку Питерсу (Нидерланды) и закончил выступление.